# Antônio Carlos Zago
Antônio Carlos Zago, född 18 maj 1969 i Presidente Prudente i Brasilien, är en före detta brasiliansk fotbollsspelare som för närvarande är assisterande tränare för det ukrainska laget Sjachtar Donetsk.